# Miklós monpezati gróf
Miklós monpezati gróf (dánul: Nikolai, greve af Monpezat) (Koppenhága, 1999. augusztus 28. –) Joakim dán hercegnek és első feleségének, Alexandra frederiksborgi grófnőnek az első fia. Ő II. Margit dán királynő legidősebb unokája.

## Élete
A koppenhágai királyi kórházban született 1999. augusztus 28-án. Miklós herceg II. Margit dán királynő és Henrik dán herceg legidősebb unokája. 
Apjához és nagybátyjához hasonlóan a Krebs iskolába járt. 
2018-ban kezdett el modellként dolgozni, a 2018-as londoni divathéten debütált.
A 2019-es téli szemesztertől a Copenhagen Business School tanulója, ahol általános közgazdaságtant hallgat.